# Microsoft SQL Server Management Studio
SQL Server Management Studio (SSMS)は、マイクロソフト SQL Serverまでに含まれる統合管理ツールである。
SQL Server 2000 までは SQL Server Enterprise Manager と呼ばれる管理ツールが用意されており、SQL Server 2005 から現在の名称に変更された。

## 無償版
SQL Server 2000 の無償版の位置づけでリリースされていた MSDE には統合管理ツールが提供されていなかった。SQL Server 2005 からは無償版 (SQL Server Express) でも統合管理ツールが提供（同梱または単独で入手）されるようになり（SQL Server Management Studio Express）、SQL Server 2014 からは製品版と同一の管理ツールが無償で入手できるようになった。